# Hotel Walhalla

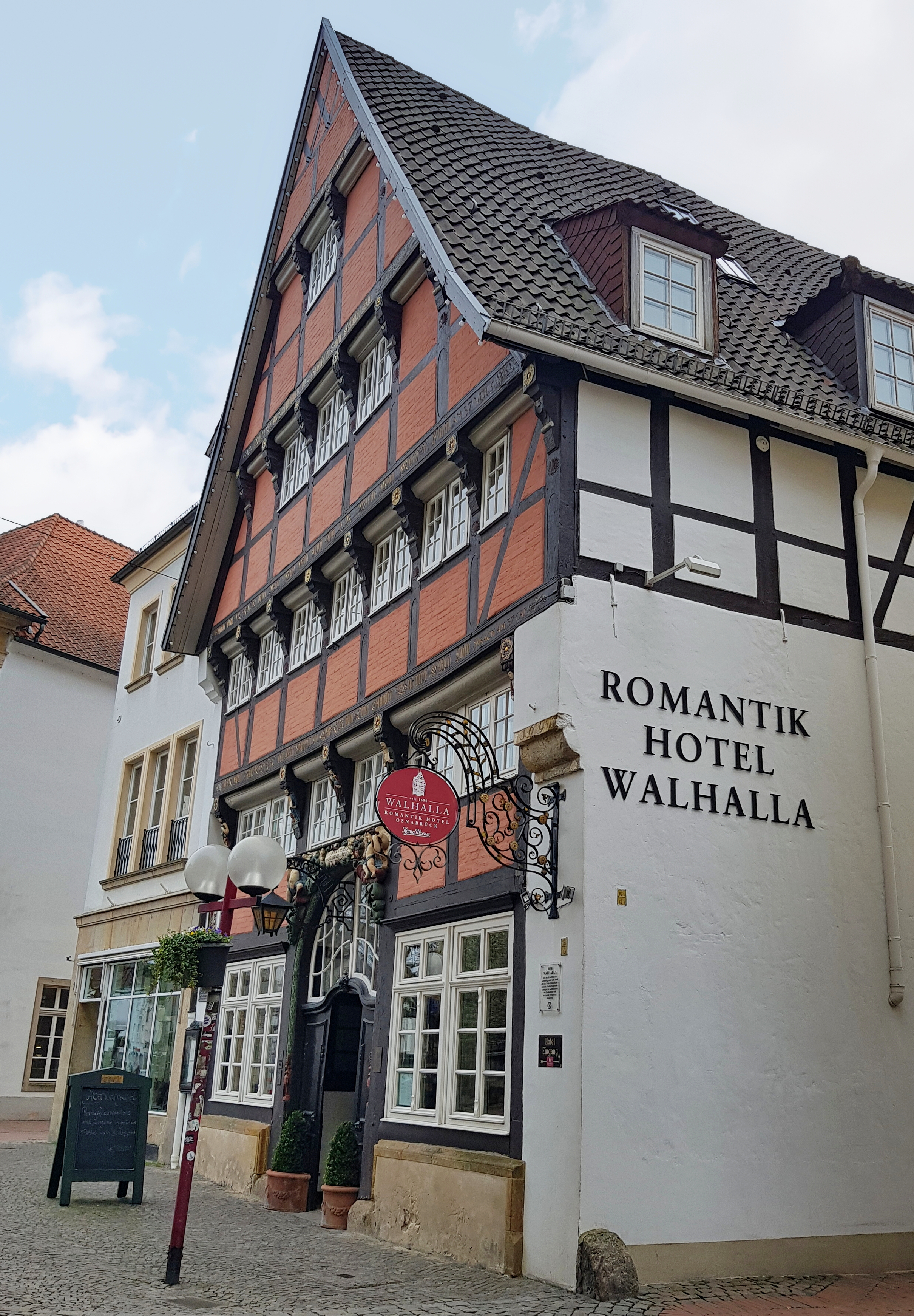
Hotel Walhalla

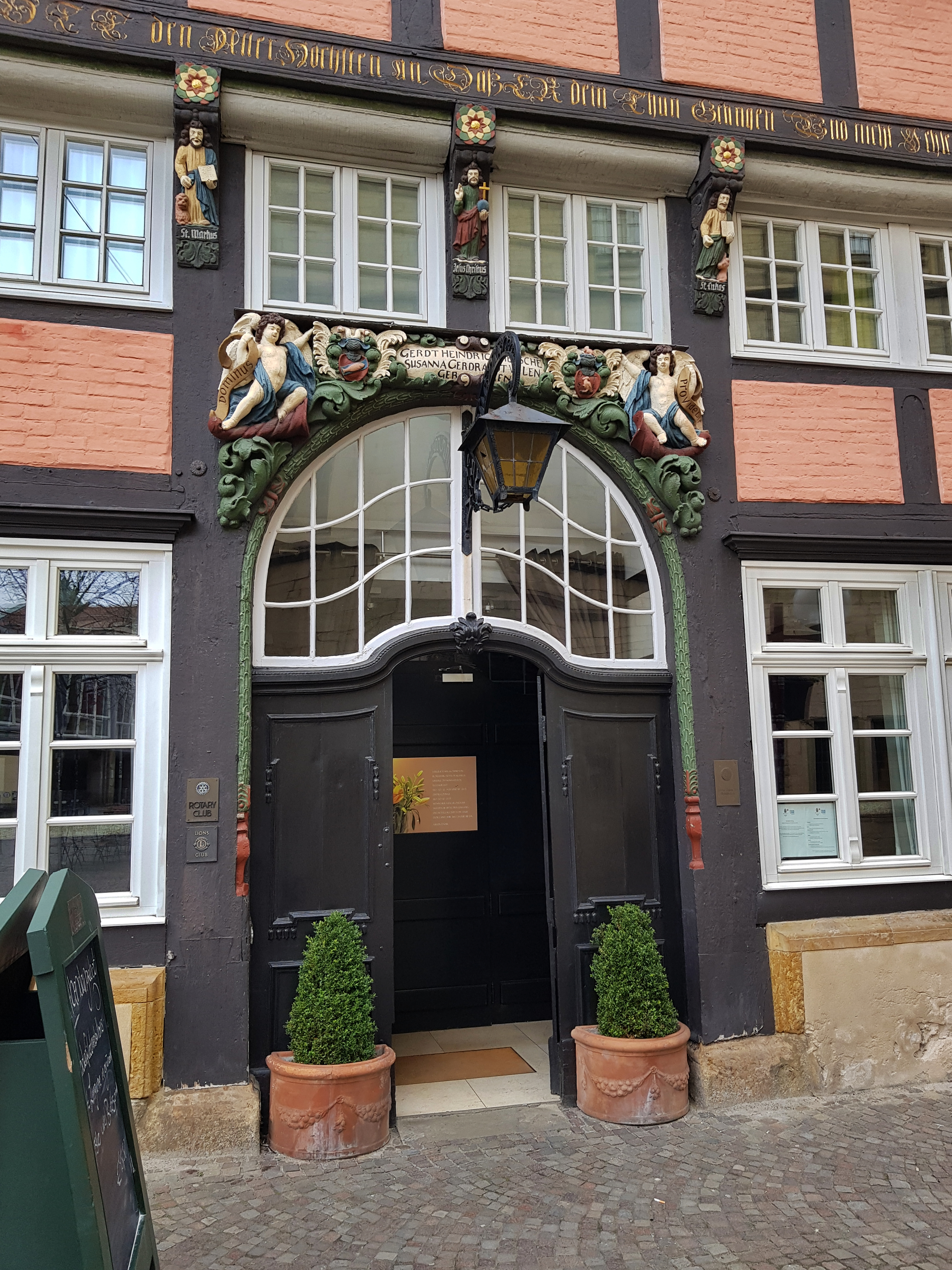
Eingangsbereich (ehemaliges Einfahrtstor)

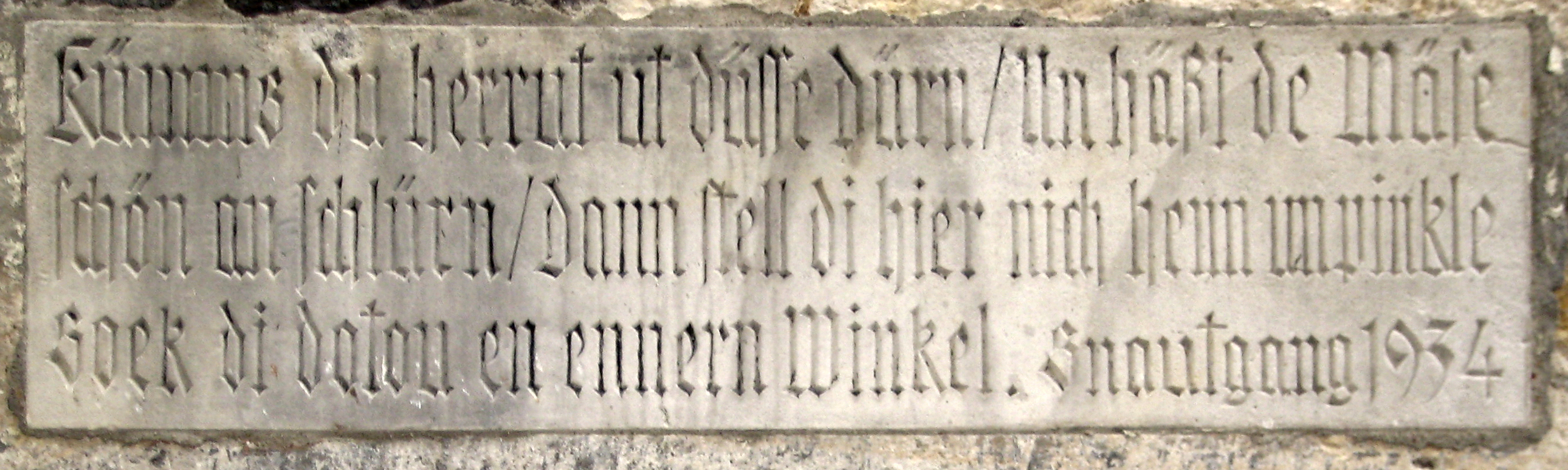
Schnatgangstein der Heger Laischaft am Hotel Walhalla

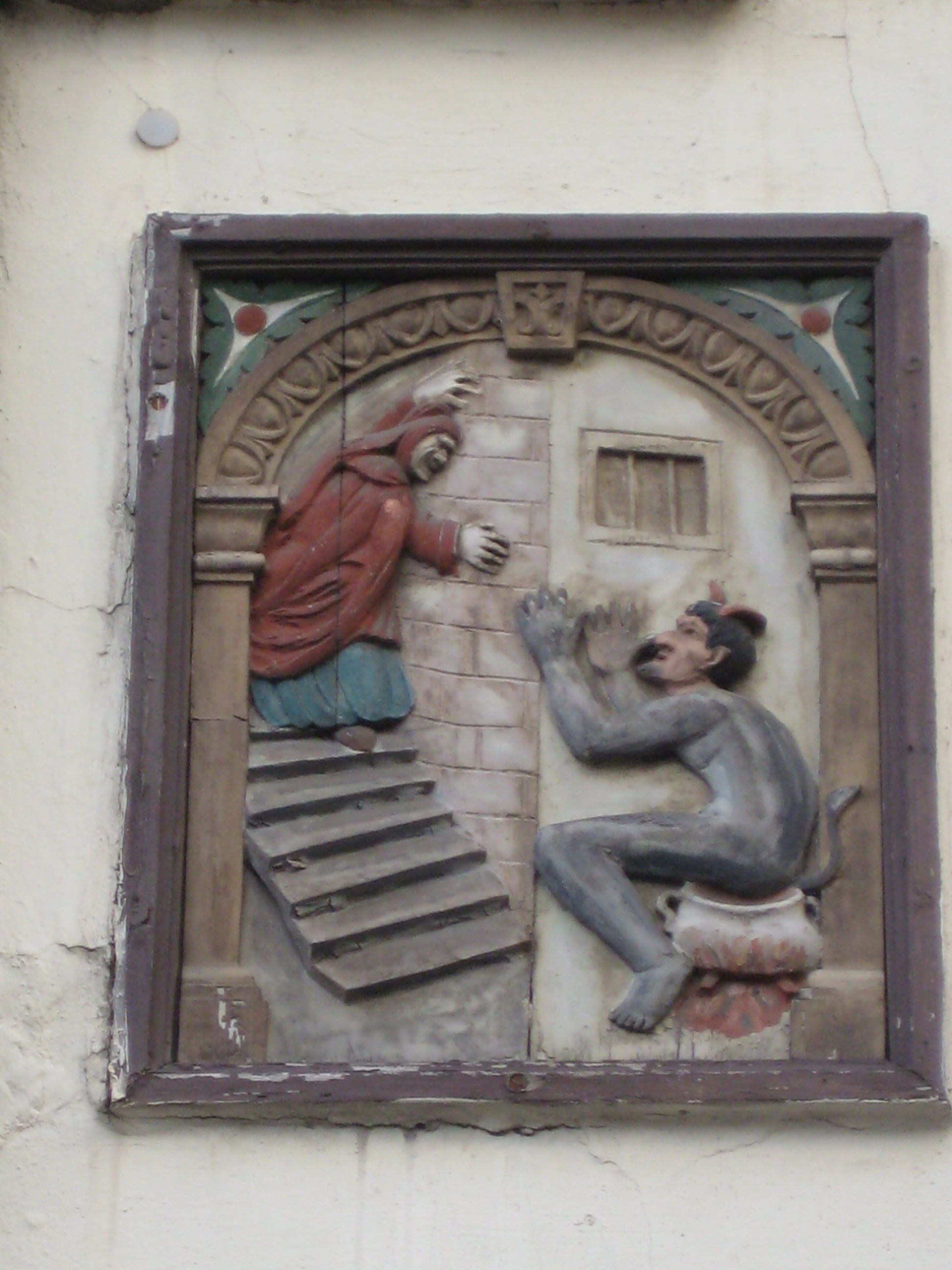
Sandsteinrelief Großmutter und Teufel an der Brandmauer, nach dem Original aus dem 16. oder 17. Jahrhundert

Das Hotel Walhalla ist ein unter Denkmalschutz stehendes Fachwerkgebäude des Barock in Osnabrück (Niedersachsen).
Das Gebäude wird seit der Erbauung im Jahr 1690 als Gaststätte genutzt. Den Namen „Walhalla“ erhielt der Gasthof vor gut 200 Jahren, denn zuvor hieß er Ratsschänke.

## Lage
Das Hotel Walhalla befindet sich in der Altstadt von Osnabrück in der Bierstraße in direkter Nachbarschaft des Osnabrücker Rathauses und des Marktes.

## Geschichte
Der Gerichtsvogt Gerdt Heindrich Meuschen baute 1690 an der Bierstraße ein dreigeschossiges giebelständiges Fachwerkhaus. Die Giebelgeschosse im Satteldach sind wie das zweite Obergeschoss vorkragend. Über dem Eingangsportal ist das ehemalige Einfahrtstor mit Rundbogenabschluss gerahmt von Lorbeerblattwulst, in den Bogenzwickeln Akanthusranken und jeweils eine sitzenden Putte mit Spruchband. Im Bogenscheitel ließ Meuschen ein Medaillon mit Inschrift anbringen, daneben die Familienwappen des Erbauers und seiner Frau Susanne Gertraud, gebürtig von Lengerken. Die Knaggen oberhalb des Rundbogentores sind geschmückt mit geschnitzten Figuren die Jesus Christus (mittig) und die Evangelisten Matthäus, Markus, Lukas und Johannes darstellen. Der hintere Gebäudeteil war als Steinwerk ausgelegt.
Auf dem Grundstück hatte sich ein Vorgängerbau aus dem Jahr 1530 befunden. Er wurde möglicherweise beim Stadtbrand von 1613, bei dem mehr als 900 Häuser vernichtet wurden, ebenfalls zerstört oder für den Neubau abgerissen. Meuschens Neubau ging an die Tochter und später an seine Enkelin über, deren Ehemänner Weinhändler waren. Christian Jäger, ein Verwandter, richtete 1740 eine Weinstube ein, die wegen der Nachbarschaft zum Rathaus von Honoratioren der Stadt besucht und als Ratsschenke bezeichnet wurde. Zu den prominentesten Gästen gehörte im 18. Jahrhundert Justus Möser, der 1720 in Osnabrück geborene Jurist, Politiker und Historiker. Bis zum Tod von Jägers Tochter Marie Gertrud, die mit dem Weinhändler Justus Wilhelm Tenge verheiratet war, blieb das Haus im Familienbesitz. 1820 wurden erste Fremdenzimmer eingerichtet. Nach dem Tod von Marie Gertrud Tenge führten ab 1846 wechselnde Wirte das Haus als Gasthof weiter. 1876 bis 1971 war das Haus im Besitz der Familie Grabe, wobei es zwischenzeitlich verpachtet wurde.
1934 wurde an einer Seitentür ein Gedenkstein angebracht, der an den Schnatgang der Heger Laischaft erinnert. Er trägt die niederdeutsche Inschrift  „Küms du herrut ut düsse dürn/Un häßt de Mäse schön an schlürn/dann stell di hier nich hin un pinkle/sock di datou en ennern Winkel. Snautgang 1934“ .
Während des Zweiten Weltkriegs wurde das Dachgeschoss bei den Bombardements am 13. September 1944 durch eine Brandbombe zerstört; das Gebäude selbst konnte gerettet werden. Der Hotelbetrieb musste zeitweilig eingestellt werden.
1985 erwarb der Kaufmann Günter David die Häuser an der Bierstraße 24 und an der Kleinen Gildewart 12, ein ursprünglicher Schuppen des Hauses an der Bierstraßeb. In den Jahren 1985 bis 1986 wurden alle Räume sorgfältig und unter Beachtung der bestehenden Denkmalschutzvorschriften komplett saniert. Es entstand ein Hotel mit 27 Zimmern. 1992 wurde der Hotelkomplex durch zwei Häuser an der Heger Straße und der Straße Kleine Gildewart erweitert. Eines der Gebäude wurde 1616, drei Jahre nach dem Stadtbrand von 1613, errichtet und steht wie das Haupthaus unter Denkmalschutz. Das im Volksmund Katzenhaus genannte Fachwerkhaus mit Krüppelwalmdach wurde 1977 restauriert. 1993 übernahm die Tochter Tanja Bernard die aktive Geschäftsführung, seit 1995 leitet sie gemeinsam mit ihrem Ehemann Andreas Bernard das Hotel.

## Gäste
Das Hotel Walhalla hatte im Laufe seiner Geschichte prominente Gäste aus dem In- und Ausland. Zu ihnen gehörten neben Justus Möser Justus Wilhelm Lyra, Albert Lortzing und Erich Maria Remarque. 1997 logierte Schwedens Königin Silvia in dem Haus, im folgenden Jahr der Dalai Lama. 1998 wurde in Osnabrück die 350. Wiederkehr des Westfälischen Friedens gefeiert. Aus diesem Anlass waren am 24. Oktober 1998 Königin Silvia und König Carl XVI. Gustaf von Schweden, Norwegens Königspaar Harald V. und Sonja, die dänische Königin Margrethe II. und Prinzgemahl Henrik, Belgiens König Albert II. und Königin Paola, die niederländische Königin Beatrix, König Juan Carlos I. von Spanien sowie weitere Herrscherpaare Gäste des Walhalla. Zu den Politikern gehörten der damalige Bundespräsident Roman Herzog sowie als ausländische Gäste die Präsidenten Italiens, Polens, Lettlands, Estland, Litauens und Vertreter weiterer Staaten.
Der Schriftsteller Martin Walser beschrieb in seinem Artikel für die Wochenzeitung Die Zeit im Dezember 2004 Begegnungen in Osnabrück und seinen Besuch im Hotel Walhalla, bei dem er Tafelspitz aß und Bier trank, „als sei Bier überhaupt mein Getränk“.